# Nadleśnictwo Mielec
Nadleśnictwo Mielec – jednostka organizacyjna Lasów Państwowych podległa Regionalnej Dyrekcji Lasów Państwowych w Krośnie. Siedziba Nadleśnictwa znajduje się w Mielcu w powiecie mieleckim, w województwie podkarpackim.
Nadleśnictwo obejmuje część powiatów kolbuszowskiego i mieleckiego. Składa się z jednego obrębu leśnego Mielec.

## Historia
Lasy te przed II wojną światową były własnością prywatną, głównie należącą do wielkich majątków ziemskich. Ok. 1200 ha lasu zostało zniszczonych w wyniku działalności niemieckiego poligonu. Dalsze zniszczenia poczyniła Armia Czerwona. W 1944 lasy zostały znacjonalizowane przez komunistów i oddane pod zarząd Nadleśnictw Smoczka, Babule i Kolbuszowa. W 1946 utworzono Nadleśnictwo Wojsław.
1 stycznia 1973 połączono Nadleśnictwa Wojsław i Babule tworząc Nadleśnictwo Mielec. Obecne granice otrzymało w 1978.

## Ochrona przyrody
Na terenie nadleśnictwa znajdują się trzy rezerwaty przyrody:
- Jaźwiana Góra
- Pateraki
- Dolina Smarkatej

## Drzewostany
Typy siedliskowe lasów nadleśnictwa (z ich udziałem procentowym):
- bór mieszany świeży 39%
- bór mieszany wilgotny 32%
- las mieszany wilgotny 18%
- inne 11%

Głównym gatunkiem lasotwórczym lasów nadleśnictwa jest sosna (86% powierzchni). Uzupełniają ją dąb, olsza i brzoza oraz występujące sporadycznie świerk, jodła i grab.